# Jacob Harberts
Jacob Harberts (Den Haag, 10 juli 1883 – Rotterdam, 6 oktober 1971) was een Nederlandse generaal-majoor der Artillerie, die in mei 1940 het IIe Legerkorps van het Nederlandse Veldleger aanvoerde tijdens de strijd in de Grebbelinie.
Harberts kwam door een televisieprogramma in 1970 op negatieve wijze in het nieuws omdat hij op 12 mei 1940 de 22-jarige sergeant Chris Meijer vanwege desertie had laten executeren.

## Levensloop
Harberts volgde de HBS te 's-Gravenhage en daarna de zogenaamde Cadettenschool in Alkmaar (1898-1900), de Koninklijke Militaire Academie te Breda (1900-1903) en de Hogere Krijgsschool te 's-Gravenhage in 1913 en 1918. Hij werd in juli 1903 aangesteld als 2e luitenant der artillerie. In november 1934 werd Harberts aangesteld tot kolonel en toegevoegd aan de Generale Staf als sous-chef. In mei 1938 werd hij benoemd tot generaal-majoor en inspecteur der Artillerie. Kort voor de meidagen van 1940 werd hij commandant van het IIe Legerkorps.
Het IIe legerkorps, bestaande uit de 2e en de 4e Divisie, was betrokken bij de Slag om de Grebbeberg. Harberts kwam op de derde oorlogsdag in conflict met de Commandant Veldleger, Godfried van Voorst tot Voorst, over welke commandant een tegenaanval zou moeten ontwerpen om de doorgestoten Duitse troepen op de Grebbeberg terug te dringen. Van Voorst tot Voorst gaf zonder voorafgaand overleg met Harberts de opdracht hiertoe aan kolonel Barbas van de IIe divisie, een ondercommandant van Harberts. Van Voorst tot Voorst overtrad daarmee gedragsregels en fatsoensnormen. Harberts was furieus daarover. De laatste meende dat de IVe divisie van Kolonel Van Loon de tegenaanval moest doen, voorzien van versterkingen. Harberts annuleerde de opdracht van Van Voorst tot Voorst en liet de staf van de 4e Divisie de tegenaanval ontwerpen en leiden. In 1949 moest Harberts zich voor deze interventie voor het Hoog Militair Gerechtshof verantwoorden. Hij werd vrijgesproken.
In de late middag van 13 mei - na drie dagen onafgebroken leiding geven in een chaotische strijd - was Harberts totaal uitgeput en was hij het overzicht kwijt. Hij was daardoor niet langer meer in staat zijn functie naar behoren uit te voeren, naar de mening van de Commandant Veldleger. Hij werd toen door Van Voorst tot Voorst als commandant van het IIe Legerkorps vervangen door kolonel Barbas. Generaal Winkelman zou Harberts spoedig rehabiliteren.
Tijdens de oorlog verkeerde Harberts in Duits krijgsgevangenschap. Hij werd in 1947 eervol ontslagen als generaal-majoor en ging in Wassenaar wonen.
Jacob Harberts overleed op 88-jarige leeftijd.

## De zaak van sergeant Meijer
Tijdens de eerste oorlogsdagen werd Harberts overstelpt door berichten over massaal laf gedrag en desertie van Nederlandse militairen in de Grebbelinie. Harberts had voor dit gedrag al gevreesd en was er daarom bijzonder op gebrand het in de kiem te smoren. Toen de voorpostenstrook bij de Grebbeberg op lichtvaardige wijze leek te zijn ontruimd door eigen troepen, verordonneerde de generaal niet alleen de herovering ervan, maar wilde hij ook een voorbeeld stellen. Hij gaf zijn staf opdracht enkele deserteurs met een veldcommando te selecteren, om deze voor een krijgsgerecht voor hun desertie te laten veroordelen. Twee militairen werden geselecteerd: vaandrig Tack, commandant van een sectie zware mitrailleurs in de voorpostenstrook, en sergeant-capitulant Meijer, commandant van twee stukken modern pantserafweergeschut in de hoofdweerstandsstrook. Vaandrig Tack bleek tijdens het vooronderzoek verzachtende omstandigheden te hebben omdat hij bij direct gevechtscontact betrokken was geraakt, maar sergeant Meijer, die uit de hoofdweerstandsstrook was teruggetrokken toen die nog niet aangevallen was, leek aan alle criteria voor desertie te voldoen. Harberts stelde de krijgsraad te velde aan (met als voorzitter majoor G. Geel en als leden kapitein J. Greter en reserve-eerste luitenant H. Witte) en instrueerde de krijgsraad de in beschuldiging gestelde Meijer de doodstraf te geven omdat hij het voorbeeld nodig achtte voor de algemene tucht. De voorzitter van de krijgsraad instrueerde onmiddellijk en in aanwezigheid van de generaal zijn krijgsraad dat zij volkomen zelfstandig zou moeten beslissen. Harberts wilde een "afschrikwekkend voorbeeld" stellen om de Nederlandse militairen tot harder vechten aan te zetten. De executie zou breed kenbaar moeten worden gemaakt zodat anderen zich wel tweemaal zouden bedenken te vluchten zonder hardnekkige tegenstand te bieden.

## Uitspraak en executie
Uiteindelijk werd de sergeant op alle punten schuldig bevonden. Zo had hij zonder opdracht zijn stelling verlaten, zijn kanon en één groep meegenomen, verzuimd zijn commandant of willekeurige iedere andere superieur te informeren, en zijn tweede stuk met bezetting volkomen in het ongewisse en zonder leiding achtergelaten. Voorts telde dat in zijn sector niemand was gevlucht, niemand gewond was geraakt of gesneuveld en zijn stelling helemaal niet aangevallen was. Daarnaast toonde de sergeant geen enkele intentie elders in het vak van zijn eenheid door te vechten, want hij reed met zijn stuk 40 kilometer westwaarts, vele posten passerende, waar hij vervolgens koffie ging drinken met zijn manschappen in een café, waar ze door hun grote mond opvielen bij de plaatselijke veldwachter. (N.B. In wordt vermeld dat sergeant Meijer wel degelijk de intentie zou hebben geuit/gehad om vanuit de Vesting Holland de strijd voort te zetten.)
Na uitspreken van het doodvonnis op 12 mei werd de sergeant niet de reguliere 48 uur tijd gegeven voor zijn executie. Harberts zag de Grebbelinie wankelen en wilde direct een voorbeeld kunnen stellen om zo excessen voor te zijn. Al op diezelfde 12e mei werd Meijer, binnen een uur na het vonnis, op de schietbaan te Doorn geëxecuteerd. De ontwikkelingen gingen echter vlug. De Duitsers hadden inmiddels de aanval ingezet. Op het moment dat het vonnis werd voltrokken (zondag 12 mei 1940 om 15:00 uur) werd er zwaar gevochten op de Grebbeberg en waren de meeste verbindingen verbroken. De Duitsers waren inmiddels de hoofdweerstand al binnengedrongen en zouden de volgende dag de stelling doorbreken. De chaos aan het front was zodanig, dat het bericht van de executie niet eens meer aankwam, laat staan een afschrikwekkende werking kon hebben.
In 1970, na de publicatie van een tweetal boeken - deel 3 van "Het Koninkrijk der Nederlanden in de Tweede Wereldoorlog" van Lou de Jong en het sterk vooringenomen "De zaak van sergeant Meijer" van J.F.A. Boer - kwam de zaak voor een groot publiek aan het licht. Deze publicaties leidden tot veel beroering, temeer daar de zaken weinig objectief aan het publieke domein werden gepresenteerd. Harberts zelf zou er echter even weinig geraffineerd op reageren, zodat hij de toorn van vele luisteraars over zich heen zou krijgen.

## AVRO's Televizier
Jaap van Meekren en Ria Bremer vroegen op 25 april 1970 in AVRO's Televizier de toen 86-jarige Harberts naar zijn motivatie. Zijn barse woorden in antwoord op de vragen van de media wekten bij velen verbijstering op. De inmiddels hoogbejaarde Harberts stelde nogmaals dat de houding van het Tweede Legerkorps 'over het algemeen laf' was geweest; 'er waren kerels op de vlucht, er werden witte vlaggen gehesen, er was een spreekkoor bij de Grift dat Wir wollen kapitulieren oefende'. Hij zou 'de zaak-Meijer' nu net zo aanpakken; het beïnvloeden van de krijgsraad gebeurde 'in het belang van het vaderland'. 's Avonds werd zijn huis belaagd door woedende oud-Grebbesoldaten. De volgende dag vluchtte Harberts naar Engeland.
De ontzetting over de zaak kwam ook tot uiting op 4 mei 1970, toen duizenden voormalige Grebbestrijders voor de Dodenherdenking naar Dieren kwamen, waar bij het graf van sergeant Meijer een erewacht was opgesteld.

## Kamervragen
Het PvdA-Tweede Kamerlid Lems stelde Kamervragen: 'Kan de Minister voorts zijn opinie geven over de executie van sergeant Meijer op 12 mei 1940 en de procesgang die daaraan voorafging?' De ministers Den Toom van Defensie en Polak van Justitie gaven hierop aan: 'Nadien hebben verschillende van de toenmalige functionarissen bij de Krijgsraad verklaard dat zij zich door de toespraak van de commanderend generaal niet beïnvloed achtten'.
De kwestie van de executie van de sergeant blijft tot op de dag van vandaag voor controverse zorgen. In Nederland werd de berechting van sergeant Meijer de eerste zitting van een krijgsraad te velde sinds 1839. Het zou ook de laatste keer zijn dat in Nederland door zo'n gerecht de doodstraf werd uitgesproken.